# Franziskanerinnenkloster Neustadt am Main
Von 1855 bis 1959 gab es in Neustadt am Main ein Kloster der Dillinger Franziskanerinnen.
Pfarrer Georg Link holte 1855 drei Ordensfrauen der Dillinger Franziskanerinnen nach Neustadt und auch nach Lohr. In Neustadt gründeten und betrieben sie von Anfang an die Krankenpflege, eine Werktagsschule, eine Feiertagsschule, eine Handarbeitsschule und einen Kindergarten und wohnten im Eckhaus Spessart-/Pfarrer-Link-Straße, direkt gegenüber dem Kindergarten. Wegen ihrer schwarzen Tracht wurden sie im Volksmund „die schwarze Nunne“ genannt. Ihr Mentor, Pfarrer Georg Link, starb nach fast 53 Jahren als Pfarrer in Neustadt, am 23. Februar 1901. 1955 lebten in Neustadt vier Franziskanerinnen. Es waren die Mutter Oberin M. Gandine (seit 1943 in Neustadt), die Kinderschwester M. Helda (seit 1944), die Krankenschwester M. Trudberga (seit 1941) und die Haus- und Küchenschwester M. Salvia (seit 1954).
1959, nach über 104 Jahren, rief ihr Mutterhaus die zuletzt vier Nonnen zurück nach Dillingen, 10 Monate vor dem Abriss der Ruine des Benediktinerklosters. Die Dominikanerinnen übernahmen deren Aufgaben im Kindergarten und Krankenpflege, nicht in den Schulen.